# Посольство Лаоса в России

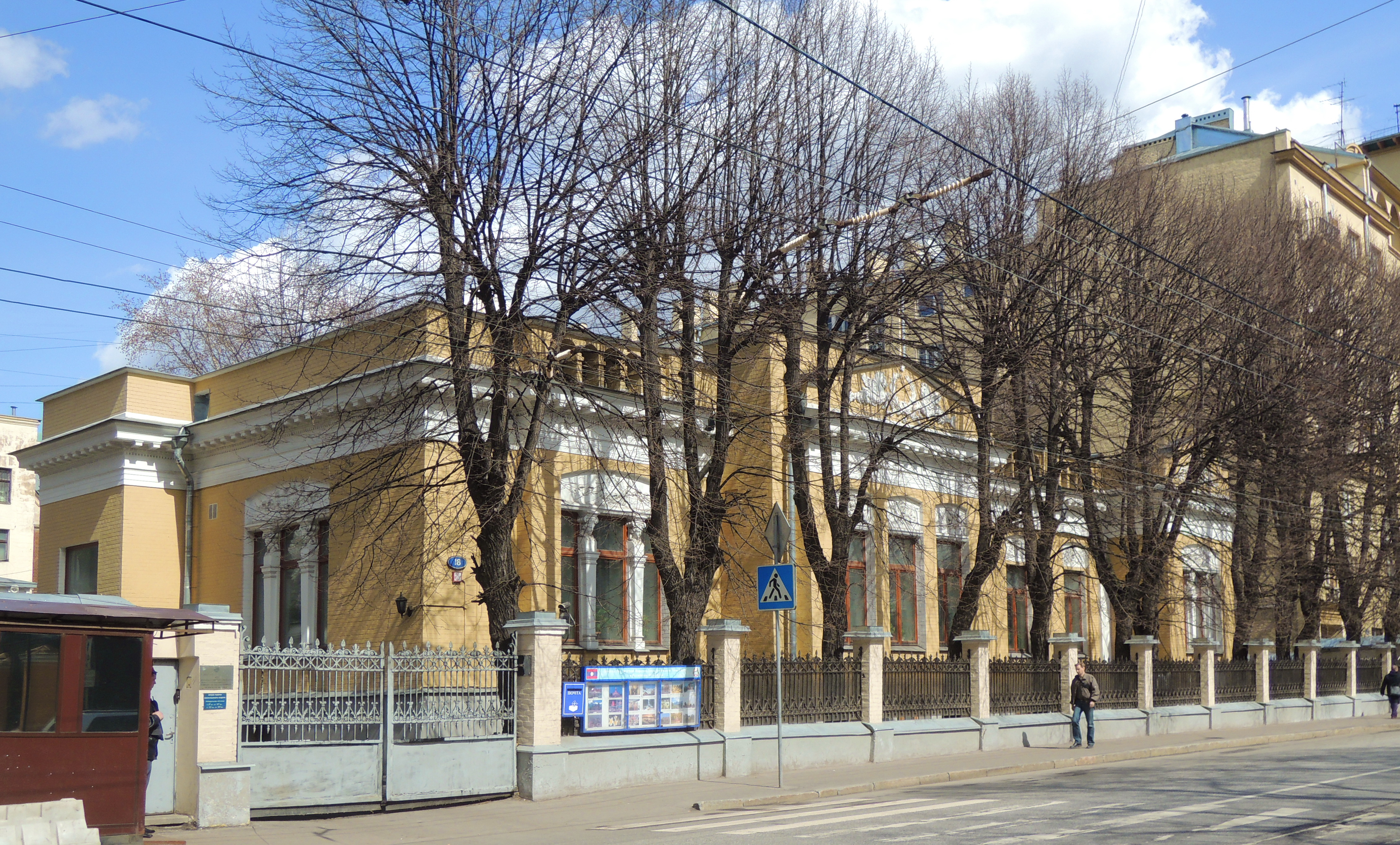
Здание посольства

Посольство Лаосской Народно-Демократической Республики в Российской Федерации — дипломатическая миссия Лаоса в России, расположена в Москве на Пресне на Малой Никитской улице. Дипломатические отношения установлены 7 октября 1960 года.
- Адрес: Москва, Малая Никитская улица, 18
- Консульский отдел Посольства: Москва, Малая Никитская улица, 18. Тел. (495) 203-01-58.
- Посол Лаоса в Российской Федерации: Сипхандон Ойбуабудди (с 2024 года)[2].

## Здание посольства

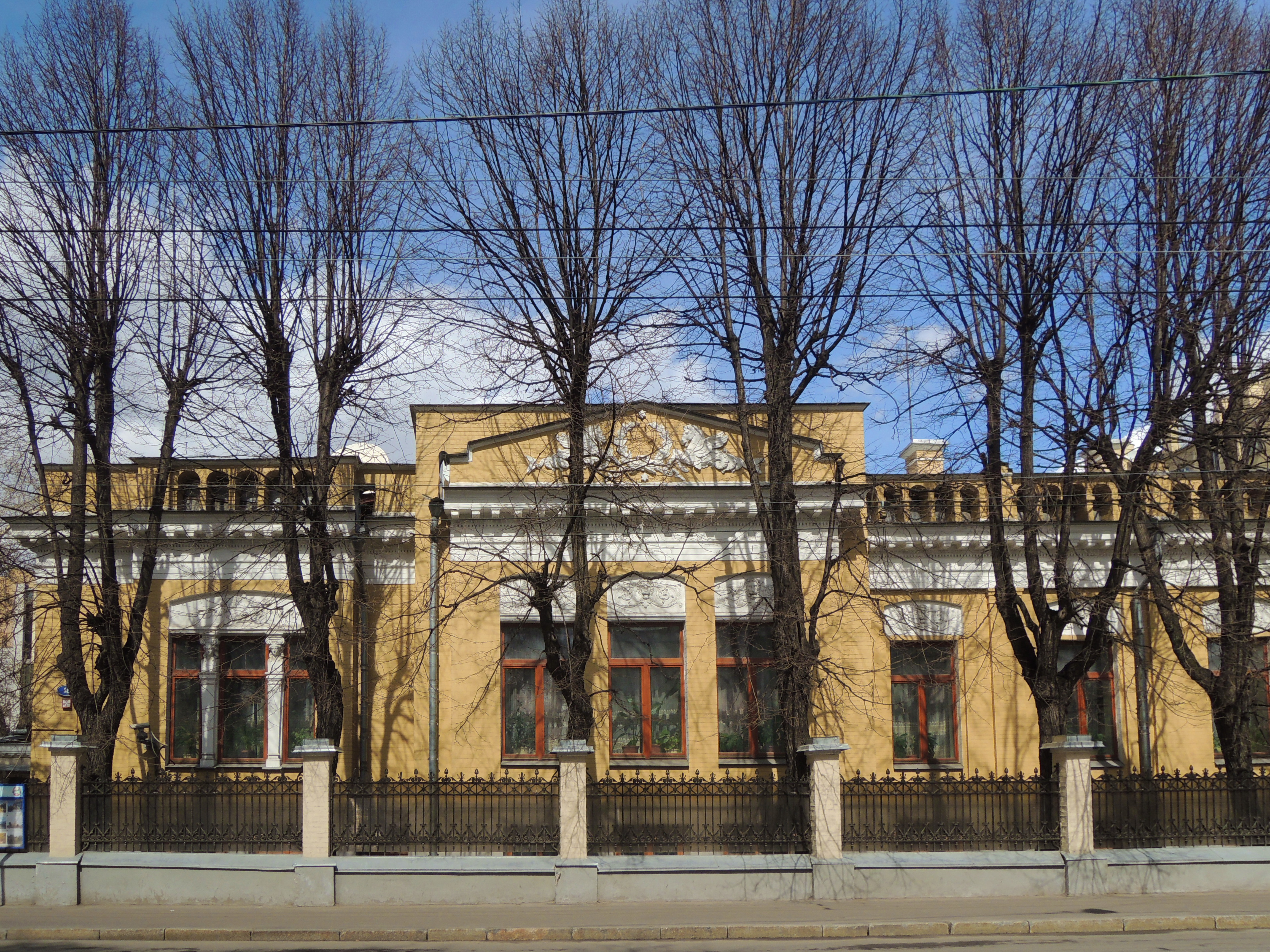
Здание посольства (вид спереди)

Посольство располагается в особняке А. К. Ферстер (1899, архитектор А. Э. Эрихсон) по адресу Малая Никитская ул., дом 18, в районе станции метро «Баррикадная».

## Послы Лаоса в России
- Кхамфын Туналом (…1976…)
- Сенгмыанг Вантхонг (1980—1982)
- Кхамта Дуангтхонгла (1982—1985)
- Тхонгсават Кхайкхампхитхун (1985—1988)
- Кхайкха Махит Хун (1988—?)
- Тхонгасаван Фомвихан (2003—2009)
- Сомпхон Ситялын (2009—2011)
- Тхиенг Буфа (2011—2017)
- Сивиенгпхет Пхетворасак (2017—2020)
- Вилаван Йиапохэ (2021—2024)
- Сипхандон Ойбуабудди (2024 — н. в.)